# Tubu
Tubu (andra stavningsvarianter är toubou, tebu och tibbu) är en folkgrupp i centrala Sahara, huvudsakligen i Tchad men med mindre grupper i Niger, Libyen och Sudan. Folkgruppen omfattar uppskattningsvis 600 000 människor.
Tubu omfattar två grenar. Den ena, teda, har sitt centrum i Tibesti i norra Tchad, men finns också representerad i Fezzan i södra Libyen och i norra Niger. Den andra, daza, har sin tyngdpunkt i Borkou i centrala Tchad. Tubufolket är muslimer och talar ett språk som tillhör den sahariska språkfamiljen inom de nilo-sahariska språken. Deras viktigaste näring är uppfödning av husdjur. Teda-gruppen föder framför allt upp kameler, medan daza-gruppen håller boskap, får, getter och åsnor. De som endast håller djur är nomader, men en stor del av befolkningen är bofast och bedriver jordbruk i oaserna.

## Bildgalleri

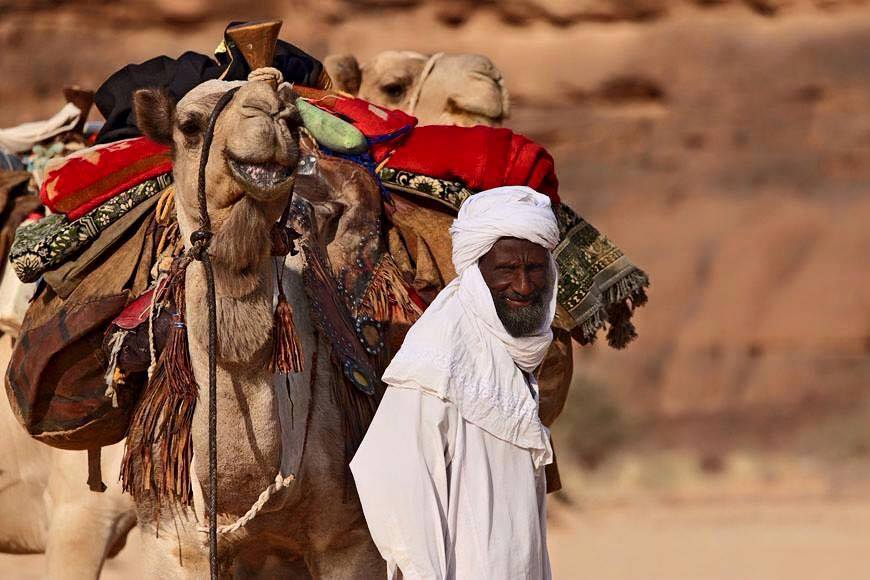
Tubuman med sin kamel
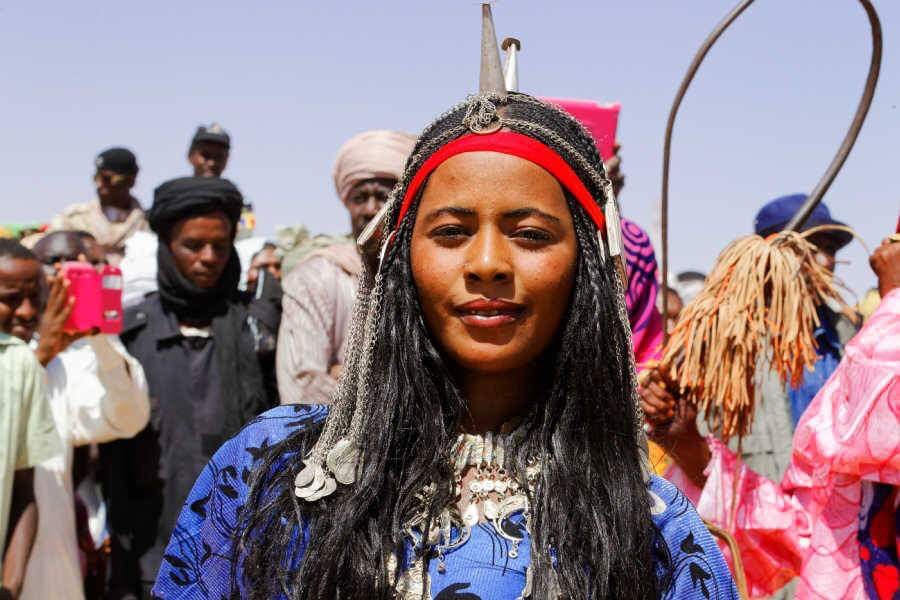
Tubukvinna i traditionell dräkt
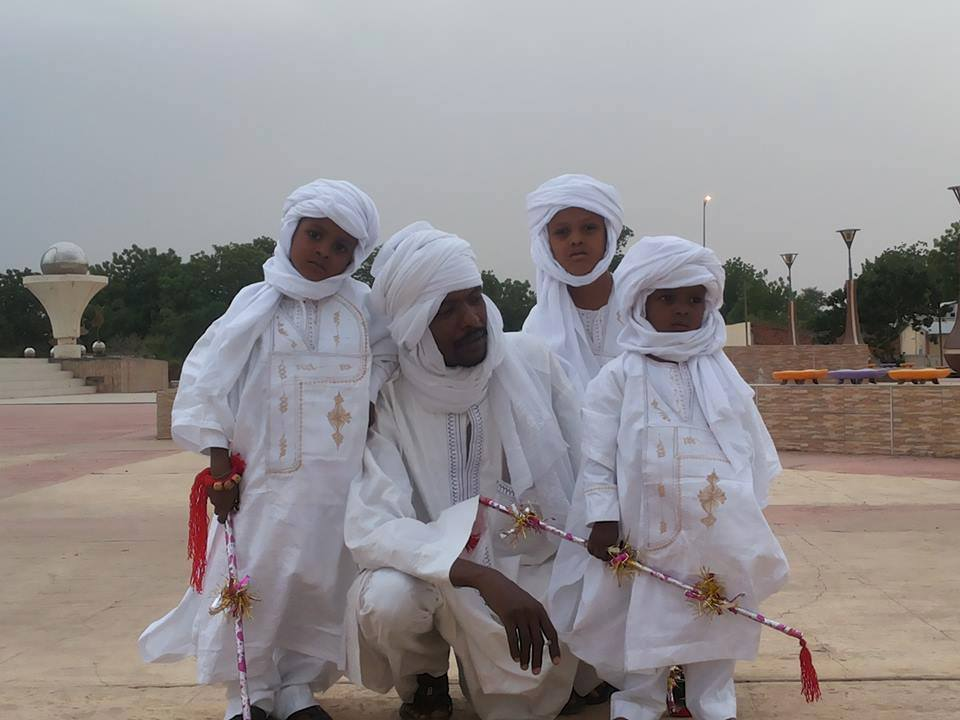
Tubufamilj
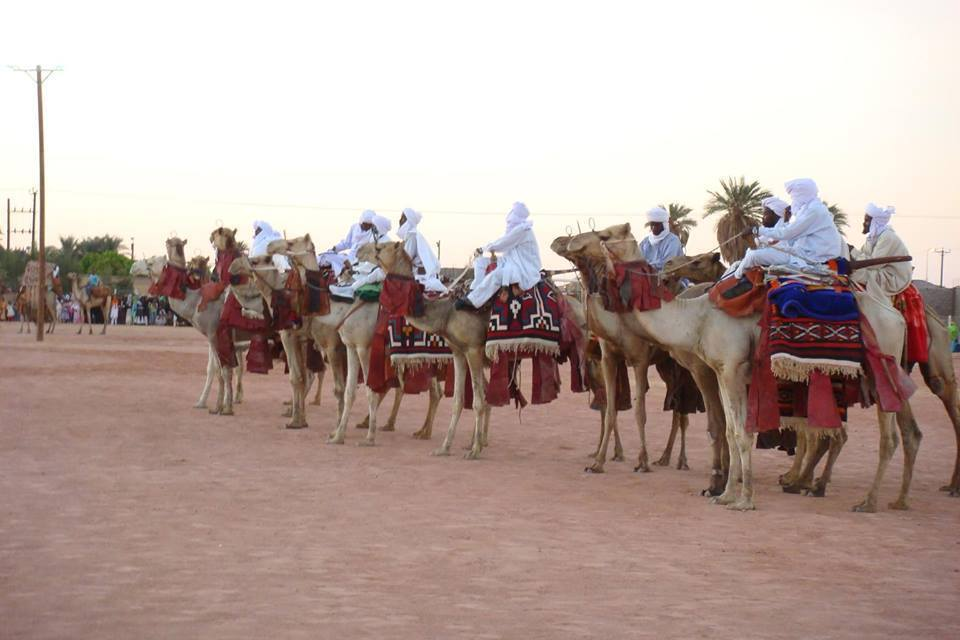
Kamelmarknad hos tubufolket